# Panojeviće
Panojeviće (Servisch cyrillisch Панојевиће) is een plaats in de Servische gemeente  Raška. De plaats telt 184 inwoners (2002).